# Гипнагогический поп
Гипнагогический поп (англ. hypnagogic pop), он же гипнагоджик-поп или эйч-поп (англ. h-pop) — направление в психоделической и популярной музыке, которое возникло в середине — конце 2000-х годов в США и отсылает своим названием к термину «гипнагогия» (промежуточное состояние между бодрствованием и сном). Музыка в стиле «гипнагоджик-поп» часто создает атмосферу, которая напоминает сновидения или галлюцинации. Она может включать в себя элементы шума, дроуна, эмбиента и других экспериментальных жанров.
Сам жанр возник тогда, когда многие нойз- и лоу-фай-музыканты пытались перенять эстетику музыки 1980-х в том виде, в каком они её запомнили в детстве: сюда входили музыка из фильмов и видеоигр той эпохи, радио-хиты того времени, новая волна, синти-поп и многое другое. Записи часто распространялись на кассетах и изобиловали экспериментами и искажениями, создающими аналоговый «кассетный» звук. В записи песен использовались аналоговые синтезаторы 1970-х и 1980-х годов.
Термин «гипнагогический поп» был придуман журналистом Дэвидом Кинаном в августе 2009 года для обозначения музыки таких исполнителей, как Ариэль Пинк и Джеймс Ферраро (оба считаются родоначальниками жанра). Первое время жанр использовали как синоним жанра чиллвейв. Впоследствии в начале 2010-х жанр переродился в более радикальное направление вейпорвейв.

## Характеристика жанра
Основоположником жанра считался лоу-фай-музыкант Ариэль Пинк, прославившийся своими домашними звукозаписями в 2000-х годах под псевдонимом Ariel Pink’s Haunted Graffiti — название его проекта отсылало к некой «хонтологии» в музыке: балансирование на грани сна и реальности, использование саундтреков из старых научно-фантастических фильмов, аналоговой электронной музыки, нарезок из телевизионных программ 1980-х годов, а также фоновых шумов (шипение винила или кассетный звук). Музыка Пинка отсылала к ностальгическому звучанию в стиле песен из 1970-х, 1980-х и начала 1990-х годов. Задачей гипнагогической поп-музыки считалось пробуждение культурной памяти и ностальгии по популярным развлечениям прошлого. Автор термина «гипнагоджик-поп» Дэвид Кинан описывал данный стиль как «музыку, преломлённую через воспоминание о воспоминании».

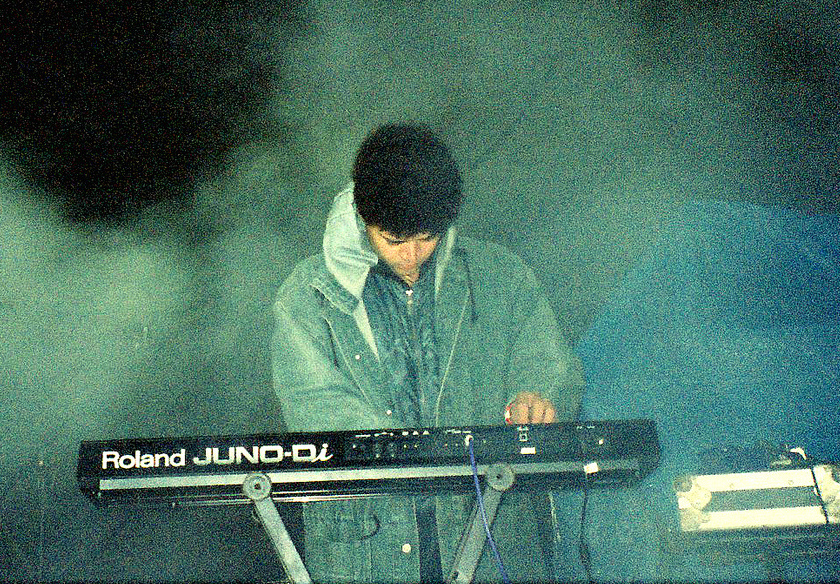
Джеймс Ферраро

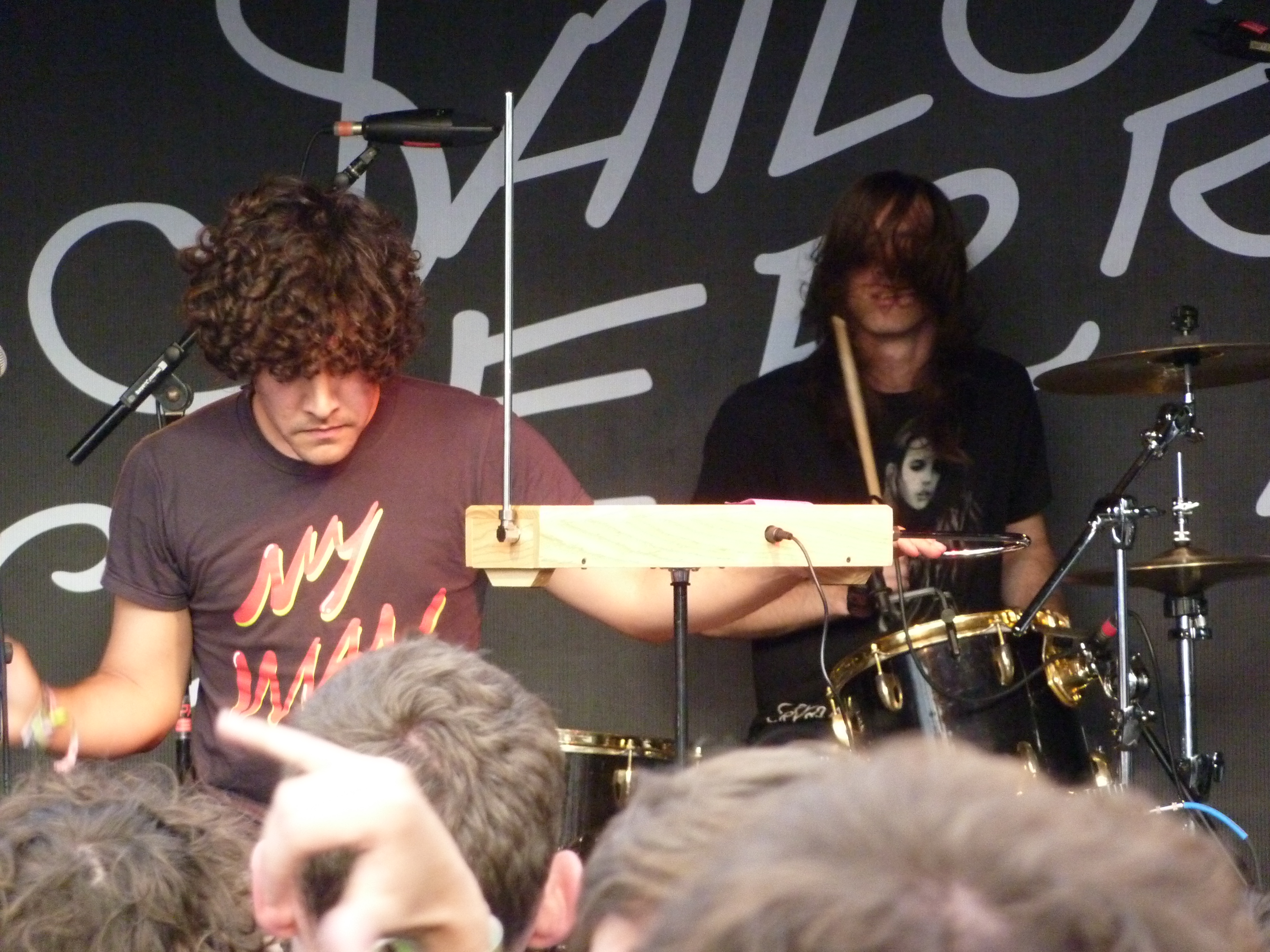
Neon Indian

Джеймс Ферраро, другой «крёстный отец» гипнагоджик-попа, объяснял происхождение названия жанра тем, что «звуки и мелодии 1980-х годов проникли в подсознание современных музыкантов, когда они были ещё маленькими и засыпали, а в это время родители включали музыку в другой комнате». В середине 2000-х Ферраро был участником группы The Skaters, исполнявшей дроун и нойз-музыку, а с 2008 года, будучи сольным исполнителем, делал экспериментальную эмбиент-музыку с уклоном в ретро. Его альбом Night Dolls with Hairspray 2010 года демонстрировал явную мимикрию под звуки радиоприёмника и мелодии в стиле бабблгам-попа и глэм-рока 1970-х и 1980-х годов. При этом альбом носил явный пародийный характер.
Ферраро записывал совместные работы с Дэниэлом Лопатиным: американский музыкант русского происхождению также работал в жанре гипнагоджик, семплировав звуки и мелодии, связанные с прошлым веком, зацикливая их и искажая путём ускорения или чаще замедления скорости. Позже подобную технику искажения и замедления песен прошлых десятилетий станут использовать будущие vaporwave-музыканты.
Музыкальные видеоклипы к песням также, как правило, выдержаны в ретро-стилистике: чаще всего, ролики сняты в стиле VHS с соответствующими помехами и эффектами, присущими «старой видеокассете». Наиболее известны работы Джека Стаубера — музыканта и ютубера, снимавшего собственные видеоклипы в «кассетном» стиле. Одна из его известных песен — «Buttercup» 2017 года, ставшая интернет-мемом.
Помимо электронной музыки, в гипнагогической поп-музыке ведущую роль играет и гитара, как правило, с использованием реверберации, wah-wah и прочих винтажных эффектов. Уже в начале 2010-х элементы гипнагоджик-попа появляются и в гитарной инди-музыке таких исполнителей, как Мак Демарко и Питер Сагар.
В то же время набирали популярность музыканты, исполнявшие электронную музыку, получившую название чиллвейв: Neon Indian, Toro Y Moi и Washed Out. Термин «чиллвейв» появился немного ранее — в июле 2009 года и сразу стал синонимом «гипнагоджик-попа», а исполнителей чиллвейва сразу причислили к данному жанру. Так, дебютный альбом проекта Neon Indian 2009 года Psychic Chasms был признан одним из ключевых альбомов гипнагоджик-попа и чиллвейва одновременно. Сами музыканты критически относились к обоим терминам и всячески открещивались от них. Впоследствии были установлены различия между чиллвейвом и гипнагогическим попом: чиллвейв был признан более электронным и мейнстримным явлением, нежели экспериментальный и лоу-файный гипнагоджик-поп. Также в качестве синонима к чиллвейву и гипнагоджик-попу использовался термин «глоу-фай» (англ. glo-fi).
Своеобразным пиком гинагоджик-попа и чиллвейва можно считать 2010 год, в первую очередь, из-за популярности Ариэля Пинка и Neon Indian. Тогда термин «гипнагоджик-поп» вошёл в моду, а музыканты данного жанра стали распространять релизы не только с помощью аудиокассет, но и интернет-блогов.
В странах СНГ и русскоязычном пространстве, в среде местных интернет-блогов был известен проект белорусского нойз-музыканта Антона Кривули «Мох». Альбом проекта «Мох», выпущенный в 2010 году, назывался «Миллиард жёлтых птиц» и являлся, возможно, первым русскоязычным гипнагоджик-поп-альбомом. 
Гипнагогический поп начал терять актуальность, как жанр, уже после 2011 года с появлением вапорвейва — нового микрожанра, созданного музыкантами, изначально делавшими тот же гипнагоджик-поп — Дэниел Лопатин и Джеймс Ферраро считаются «крёстными отцами» нового стиля. С гипнагоджик-попа начинали автор культового альбома Floral Shoppe Macintosh Plus и Джордж Клэнтон, а чиллвейв-исполнители Neon Indian и Washed Out впоследствии удачно использовали элементы вапорвейва в своём творчестве.